# El hombre y el monstruo
El hombre y el monstruo es una película de terror estadounidense de 1931 dirigida por Rouben Mamoulian. El guion, escrito por Samuel Hoffenstein y Percy Heath, está basado en la novela El extraño caso del Dr. Jekyll y Mr. Hyde de Robert Louis Stevenson. La película fue protagonizada por Fredric March, cuyo papel le valió el premio Óscar al mejor actor.

## Trama
A finales del siglo XIX, Henry Jekyll es un científico londinense respetado entre sus pares, quien sostiene que la psique humana no es una, sino dos. Una de ellas lucha por alcanzar las grandezas de la vida, mientras que la otra busca una expresión de impulsos que "lo envuelve en una oscura relación animal con la tierra". Ambas naturalezas luchan entre sí, pero no pueden separarse. Jekyll señala que no es imposible separarlas, lo que provocaría una mayor libertad del bien y la destrucción del mal. Además de dedicar tiempo a actividades de caridad, Jekyll está comprometido con una joven llamada Muriel, hija del general Carew. La relación entre el científico y Carew es tensa, ya que el general no aprueba las actividades de Jekyll y lo frustra posponiendo el enlace. Una noche, Jekyll ayuda a una mujer llamada Ivy Pearson, una cantante de bar, luego de ser golpeada por un hombre. La mujer coquetea con él, pero Jekyll no cae en la tentación y se va.
Jekyll pasa días trabajando en su laboratorio con el objetivo de encontrar la forma de separar las dos naturalezas de la psique humana. Finalmente, el científico logra crear una pócima que lo convierte en un ser cuya personalidad es una exteriorización de sus instintos negativos. Para evitar sospechas, Jekyll le dice a su mayordomo que el ser se llama Hyde y es un amigo suyo. Mientras Muriel y su padre están fuera de Londres, Jekyll utiliza su alter ego para visitar a Ivy. Hyde le ofrece dinero a la cantante a cambio de vivir juntos, cosa que la mujer acepta tras ser intimidada por su carácter violento. Tras saber que Muriel y Carew han regresado a Londres, Hyde le dice a Ivy que se ausentará durante algunos días.
Jekyll visita a Muriel y tras disculparse por no haberle enviado cartas, convence al general Carew de adelantar la fecha de su boda. Al regresar a casa, el científico se encuentra con Ivy, quien le pide que la proteja de Hyde; tras las súplicas de la mujer, Jekyll promete deshacerse de su amenaza. Mientras camina por el parque en dirección a la fiesta donde anunciará su matrimonio con Muriel, el científico se transforma en Hyde sin necesidad de beber la pócima. Hyde va a la casa de Ivy y la estrangula  por haber ido a pedir ayuda a Jekyll. Antes de matarla, Hyde le revela que él es el científico. 
El asesino huye del lugar, y al no poder entrar a su laboratorio le escribe una carta a su amigo Lanyon para que le entregue ciertos elementos químicos que están en su casa. Cuando Hyde llega a su casa para recoger los químicos, Lanyon lo amenaza con un arma y le ordena que lo lleve donde está el científico. Hyde le dice que Jekyll está a salvo, pero Lanyon no le cree. Ante esto, Hyde bebe la fórmula y se transforma en Jekyll ante los propios ojos de Lanyon. Tras oír su historia, Lanyon le dice que por haber experimentado con aquello que está prohibido, no podía ser perdonado. Jekyll le promete que no volverá a preparar la pócima y además decide poner fin a su compromiso con Muriel, para no lastimarla.
Jekkyl va a la casa de Muriel y le explica que no pueden seguir juntos. Al salir de la casa, el científico escucha el llanto de Muriel y se vuelve a transformar en su alter ego. Hyde entra por la ventana e intenta besar a la joven, pero sus gritos alertan a Carew. El hombre lo asesina golpeándolo con el bastón de Jekyll hasta que se rompe. Hyde es perseguido por la policía y huye a su laboratorio, donde prepara el antídoto. Cuando los policías entran al laboratorio encuentran a Jekyll, quien les dice que Hyde escapó por otra puerta. Sin embargo, Lanyon llega y les dice que el asesino es el científico. Ante esto, Jekyll vuelve a transformarse en Hyde, ante la vista de todos los presentes, y ataca a Lanyon. Durante el enfrentamiento Hyde recibe un disparo y muere, volviendo por última vez a su apariencia normal.

## Reparto
- Fredric March como Dr. Henry Jekyll / Edward Hyde
- Miriam Hopkins como Ivy Pearson.
- Rose Hobart como Muriel Carew.
- Holmes Herbert como Dr. John Lanyon
- Halliwell Hobbes como General Sir Danvers Carew.
- Edgar Norton como Poole.
- Tempe Pigott como Sra. Hawkins

## Recepción
El sitio web Rotten Tomatoes le dio un 93% de aprobación de la crítica, y su consenso es: «Un clásico. La versión definitiva de la novela de Robert Louis Stevenson de 1931, con efectos especiales innovadores, cinematografía atmosférica y sobreactuación desquiciada».